# Сус (Верхние Пиренеи)
Сус (фр. Soues, окс. Soas) — коммуна во Франции, находится в регионе Юг — Пиренеи. Департамент — Верхние Пиренеи. Входит в состав кантона Лалубер. Округ коммуны — Тарб.
Код INSEE коммуны — 65433.

## География
Коммуна расположена приблизительно в 660 км к югу от Парижа, в 120 км западнее Тулузы, в 4 км к юго-востоку от Тарба.
Коммуна расположена в местности Бигорр. По территории коммуны протекает река Адур.

## Климат
Климат умеренно-океанический с солнечной тёплой погодой и обильными осадками на протяжении практически всего года.

## Население
Население коммуны на 2010 год составляло 3005 человек.
| 1962 | 1968 | 1975 | 1982 | 1990 | 1999 | 2010 |
| ---- | ---- | ---- | ---- | ---- | ---- | ---- |
| 1433 | 1720 | 2238 | 2929 | 3179 | 3056 | 3005 |

## Администрация
| Период | Период | Фамилия             | Партия                              | Примечания                                  |
| ------ | ------ | ------------------- | ----------------------------------- | ------------------------------------------- |
| 1953   | 2004   | Мишель Баррукер-Тей | Французская коммунистическая партия | член генерального совета кантона(1988—2001) |
| 2004   | 2020   | Роже Лекут          | Французская коммунистическая партия |                                             |

## Экономика
В 2010 году среди 1894 человек трудоспособного возраста (15-64 лет) 1356 были экономически активными, 538 — неактивными (показатель активности — 71,6 %, в 1999 году было 68,8 %). Из 1356 активных жителей работали 1196 человек (572 мужчины и 624 женщины), безработных было 160 (79 мужчин и 81 женщина). Среди 538 неактивных 149 человек были учениками или студентами, 244 — пенсионерами, 145 были неактивными по другим причинам.

## Достопримечательности
- Церковь Св. Петра

## Фотогалерея
- Сус
- Сус и река Адур
- Сус и река Адур
- Церковь Св. Петра
- Церковь Св. Петра
- Карта коммуны